# Furão-grande
O furão-grande, furdo ou aracambé (Galictis vittata) é um animal pertencente à família dos furões, os mustelídeos (Mustelidae), das Américas Central e do Sul, desde o sul do México até o Brasil e a Bolívia, habitando as savanas e florestas tropicais, normalmente avistados próximos aos rios e riachos.
A maioria dos furões são terrestres e têm hábitos noturnos, com alguma atividade diurna pela manhã. Eles vivem solitários ou em pares, alimentando-se de pequenos vertebrados, entre eles peixes, anfíbios, pássaros e outros mamíferos.